# 107 Aquarii
107 Aquarii (i² Aquarii) é uma estrela dupla na direção da Aquarius. Possui uma ascensão reta de 23h 46m 00.84s e uma declinação de −18° 40′ 42.1″. Sua magnitude aparente é igual a 5.28. Considerando sua distância de 212 anos-luz em relação à Terra, sua magnitude absoluta é igual a 1.21. Pertence à classe espectral F0III.